# Agátocles de Báctria
Agátocles de Báctria (grego: Ἀγαθοκλῆς ὁ Δίκαιος) foi um rei greco-bactriano/indo-grego, que reinou entre 190 e 180 a.C. Ele poderia ter sido um filho de Demétrio I e um de seus sub-reis encarregados da Paropamisade entre a Báctria e a Índia. Nesse caso, ele era um neto de Eutidemo I qualificou em suas moedas como Βασιλεὺς Θεός, Basileus Theos (grego para "Deus-Rei").